# 小行星7604
小行星7604（英語：7604 Kridsadaporn）是一颗围绕太阳公转的小行星。1995年8月31日，罗伯特·H·麦克诺特在赛丁泉山发现了此天体。
这颗小行星的绝对星等为266.2459103205652等。